# Головач довгастий
Головач довгастий (Calvatia excipuliformis) — гриб родини кальвація (Calvatia).

## Будова
Гриб має довгасте біле плодове тіло, яке з часом стає ніби ясно–коричневим. Форма його обернено грушоподібна або булавоподібна. Заввишки до 17 см, у діаметрі до 11 см у верхній споровій частині. Якщо уважно придивитись до плодових тіл, то у верхній частині під час визрівання можна помітити в одних грибів бородавчасті утворення, в інших — ніби голчасті, а ще в інших — лускаті або зернисті.

## Життєвий цикл
Головач довгастий утворює плодові тіла у травні–жовтні.

## Практичне використання
Головач довгастий — гриб, який вживають тільки у молодому віці, зрілі та старі плодові тіла небезпечні для життя.